# 托杜普扎
托杜普扎（英語：Thodupuzha），印度喀拉拉邦伊杜吉县的一座城镇。总人口46226（2001年）。

## 人口
该地2001年总人口46226人，其中男性22826人，女性23400人；0—6岁人口5408人，其中男2728人，女2680人；识字率82.40%，其中男性为84.15%，女性为80.70%。